# همکاری جمعی
همکاری جمعی (به انگلیسی: Mass collaboration)، شکلی از اقدام جمعی است که وقتی روی می‌دهد که شمار زیادی از افراد به‌صورت مستقل روی یک پروژهٔ واحد که اغلب در طبیعتش پیمانه‌ای است، کار کنند. این نوع پروژه‌ها معمولاً در اینترنت با بهره از نرم‌افزارهای اجتماعی و ابزارهای همکاری رایانه‌محور مانند فناوری‌های ویکی صورت می‌گیرد، که به‌طور بالقوه بی‌نهایت لایهٔ بنیادین ابرمتنی ارائه می‌کند، که همکاری می‌تواند در درون آن جای گیرد.

## عوامل

### پیمانه‌ای بودن
مدولاریته (پیمانه‌ای بودن) سبب می‌شود تجربیات جمعی تیم‌های مختلف که بر روی مدل های یکسان کار می‌کنند و هر کدام روش‌های مختلفی ارائه می‌دهند در راستای هم پیش برود. مدولاریته سبب می‌شود قالب‌ها (block) به آسانی در کنار هم قرار بگیرند و نوآوری‌های مختلف در کنار هم جور شوند.

## تفاوت‌ها

### همکاری
یک جنبهٔ کلیدی که همکاری جمعی را از دیگر شکل‌های همکاری مقیاس‌بزرگ متمایز می‌کند، این است که روند همکاری توسط محتوایی که ساخته می‌شود تحت‌الشعاع قرار می‌گیرد، برخلاف تحت‌الشعاع‌قرارگیری با تعامل اجتماعی مستقیم آنگونه که در دیگر شکل‌های همکاری وجود دارد.